# Augaard
Augaard (dänisch Ågård) ist ein Ort in Schleswig-Holstein, der zur Gemeinde Oeversee gehört.

## Lage
Ungefähr einen Kilometer nördlich von Augaard liegt das benachbarte Juhlschau. Im Westen, ebenfalls in einer Entfernung von ungefähr einem Kilometer, liegt der sehr viel größere Ort Oeversee. In östlicher Richtung, in einem Abstand von ungefähr einem Kilometer, liegt der zur Gemeinde Großsolt gehörige Treßsee. Der ebenfalls größere Nachbarort Großsolt liegt drei Kilometer östlich entfernt. Vom Treßsee kommend durchkreuzt der Fluss Treene das Dorf in Richtung Nordwesten. Die Stadtgrenze von Flensburg liegt ungefähr sechs Kilometer von Augaard entfernt.

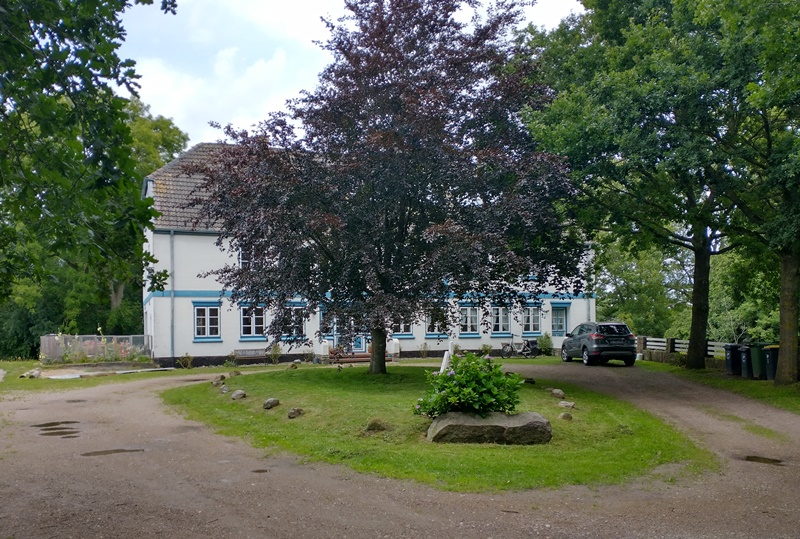
Gebäude der ehemaligen Aagaard Højskole

## Hintergrund
Augaard wurde erstmals um 1337 erwähnt. Der Ortsname besteht aus zwei Wortbestandteilen. Das germanische Wort Au bezeichnet in Norddeutschland einen Fluss. Der Namensbestandteil Ga(a)rd hat die Bedeutung Hof, deutet in Angeln aber auch häufig auf einen Herrenhof hin. In Angeln hatten sich seit dem Mittelalter zahlreiche Edelleute angesiedelt, die für die örtliche Verwaltung und Verteidigung zuständig waren und auf befestigten Edelhöfen lebten. Der Ortsname Augaard bedeutet also „Hof am Fluss“ und deutet auf einen Hof am Fluss Treene hin.
Einer Sage nach soll bei Augaard eine Burg gestanden haben. Der Heimatforscher und Prähistoriker Jakob Röschmann ordnete die Augaarder Burg auf Grund ihrer Ersterwähnung durch eine Sage als „Sagenburg“ ein. Im Volksmund heißt diese Augaarder Burg nur „De Borg“ oder kurz „Burg“. Der überlieferte Standort dieser Burg befindet sich auf einer halbinselartigen Erhöhung von etwa 100 Metern Durchmesser (Lage), welche heute als Weideland dient. Ein örtlicher Spruch lautet: „In Juhlschau hebt se Appeln und Beern, in Augaard wohnt de Eddellüd gern“ (hochdeutsch: In Juhlschau haben sie Äpfel und Birnen (beziehungsweise zum Erhalt des Reimklangs: „Birn'n“), in Augaard wohnen die Edelleute gern). Auf dem Burgareal soll der Sage nach ein goldenes Schwert vergraben liegen.
Hinsichtlich Augaard ist zudem überliefert, dass der Hardesvogt der Uggelharde, jahrhundertelang auf Augaard gewohnt haben soll. Auf der Landkarte der dänischen Landesaufnahme von 1857/1858 und der Karte der Preußischen Landesaufnahme um 1879 vom südlichen Flensburger Raum war der Ort Augaard schon eingetragen.
In Augaard wurde 1863 die erste dänische Volkshochschule in Südschleswig (Aagaard Højskole) errichtet. Die Volkshochschule musste aber bereits 1889 wieder schließen, da die preußischen Behörden den Unterricht in dänischer Sprache untersagten. Außerdem besaß Friedrich Wilhelm Lübke, der von 1951 bis 1954 Ministerpräsident des Landes Schleswig-Holstein war, einen Bauernhof in Augaard. Sein Bruder Heinrich Lübke (von 1959 bis 1969 der zweite Bundespräsident der Bundesrepublik Deutschland) wohnte bei ihm zeitweise in den 1930er Jahren.
Bis in die 1960er Jahre gehörte Augaard zur Gemeinde Juhlschau, welche am 1. Januar 1962 nach Munkwolstrup eingemeindet wurde. Gleichzeitig mit der Auflösung des Landkreises Flensburg im Jahr 1974 schlossen sich die Gemeinden Munkwolstrup und Barderup zur Gemeinde Sankelmark zusammen, welche 2008 mit der Gemeinde Oeversee fusionierte.

## Verschiedenes
- Landschaftsteile bei Augaard gehören zum Landschaftsraum Obere Treenelandschaft.[16][17]
- Bei Augaard existiert die museumsähnliche Oldtimer- und Techniksammlung von Dietrich Nissen.[18] Dort sind etwa 7 Autos, 3 Motorräder, 2 Mopeds, 5 Fahrräder und 2 Motoren ausgestellt. Der Schwerpunkt liegt bei Fahrzeugen vor 1939. Genannt sind Saxon von 1913, Ford Modell T von 1922 und Austin 10 von 1932.[19]